# Cerkiew św. Mikołaja w Czaszynie
Cerkiew św. Mikołaja Cudotwórcy w Czaszynie – cerkiew z 1835 istniejąca na miejscu wcześniejszej, z XVIII wieku. Była użytkowana najpierw przez grekokatolików, a po wysiedleniu Ukraińców w 1946 roku - przez parafię rzymskokatolicką do czasu wybudowania nowego kościoła parafialnego w 2010 roku. Od lipca 2016 w budynku mieści się kaplica pogrzebowa wyposażona w chłodnię podwójną.

## Historia
Cerkiew została zbudowana z inicjatywy właścicielki wsi Czaszyn Apolonii Łemkowskiej na miejscu wcześniejszej budowli tego typu. Po akcji „Wisła” i wywiezieniu ludności greckokatolickiej została zaadaptowana na kościół obrządku łacińskiego. W latach 1954 i 1969 był on remontowany, co praktycznie usunęło z bryły budynku elementy charakterystyczne dla budownictwa cerkiewnego.

## Architektura
Była cerkiew w Czaszynie jest jednonawowa, po przebudowach w II poł. XX wieku straciła dwie kopuły na rzecz sygnaturki położonej nad nawą i wieży nad przedsionkiem. Zatarła się również wyraźna niegdyś trójdzielność bryły. Z zewnątrz malowana na biało, wewnątrz cerkiew posiadała pierwotnie bogatą dekorację malarską, z której do dziś zachowała się polichromia Opieki Matki Bożej. Oryginalny ikonostas nie przetrwał do naszych czasów, w kościele znajduje się jedynie ołtarz Matki Bożej w nawie bocznej.

## Cerkiew przed remontem

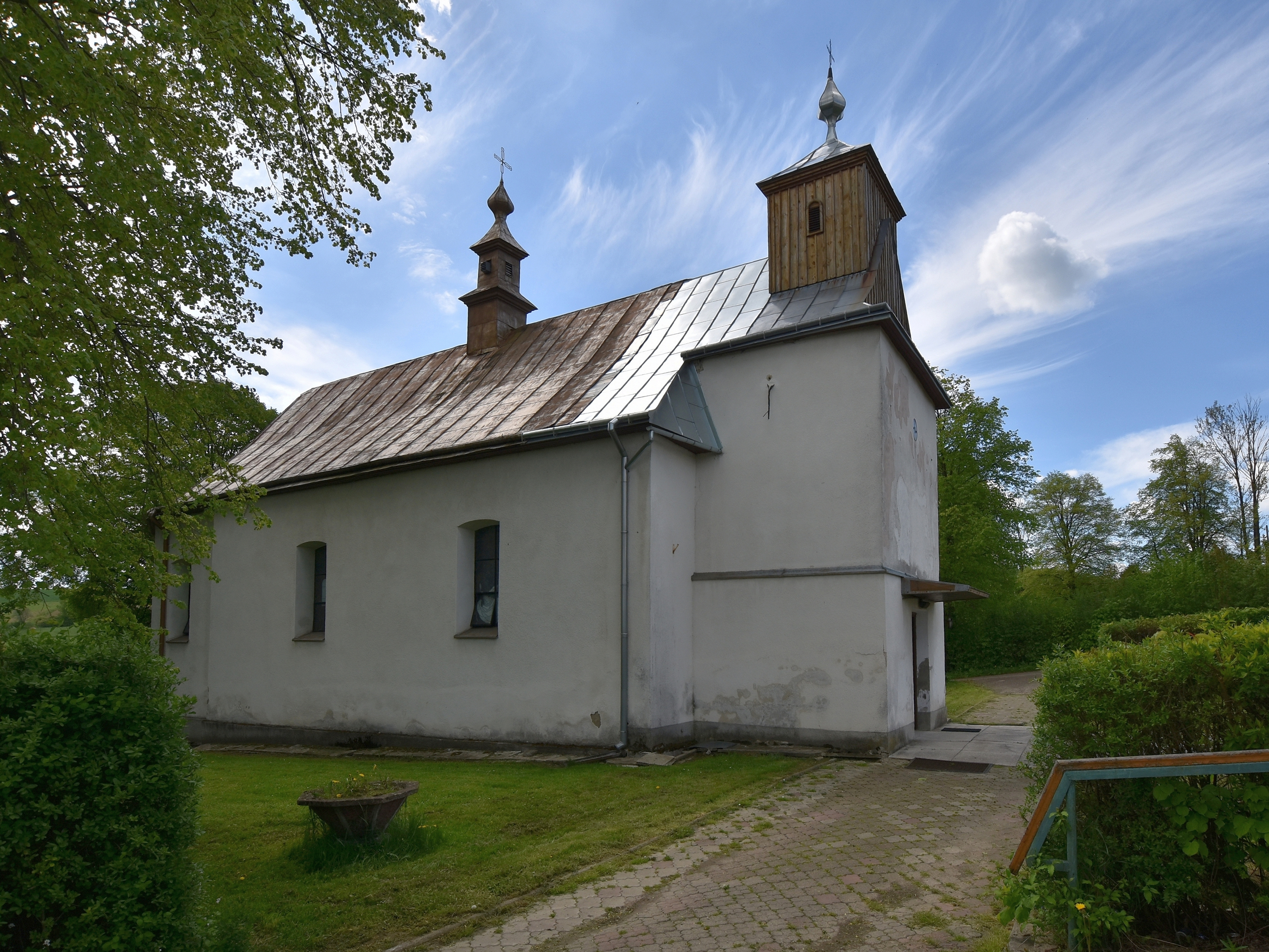
Elewacja boczna
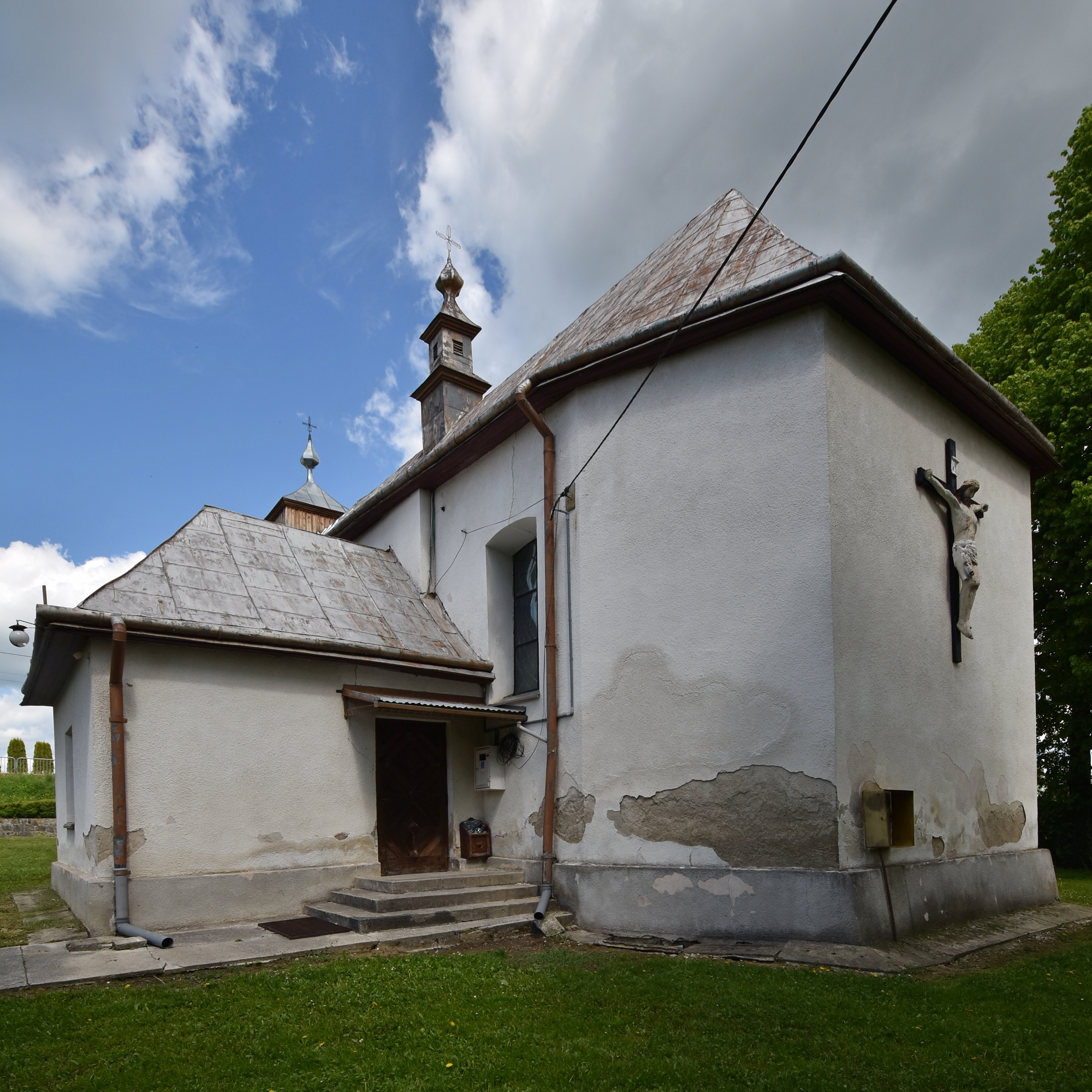
Widok od strony prezbiterium
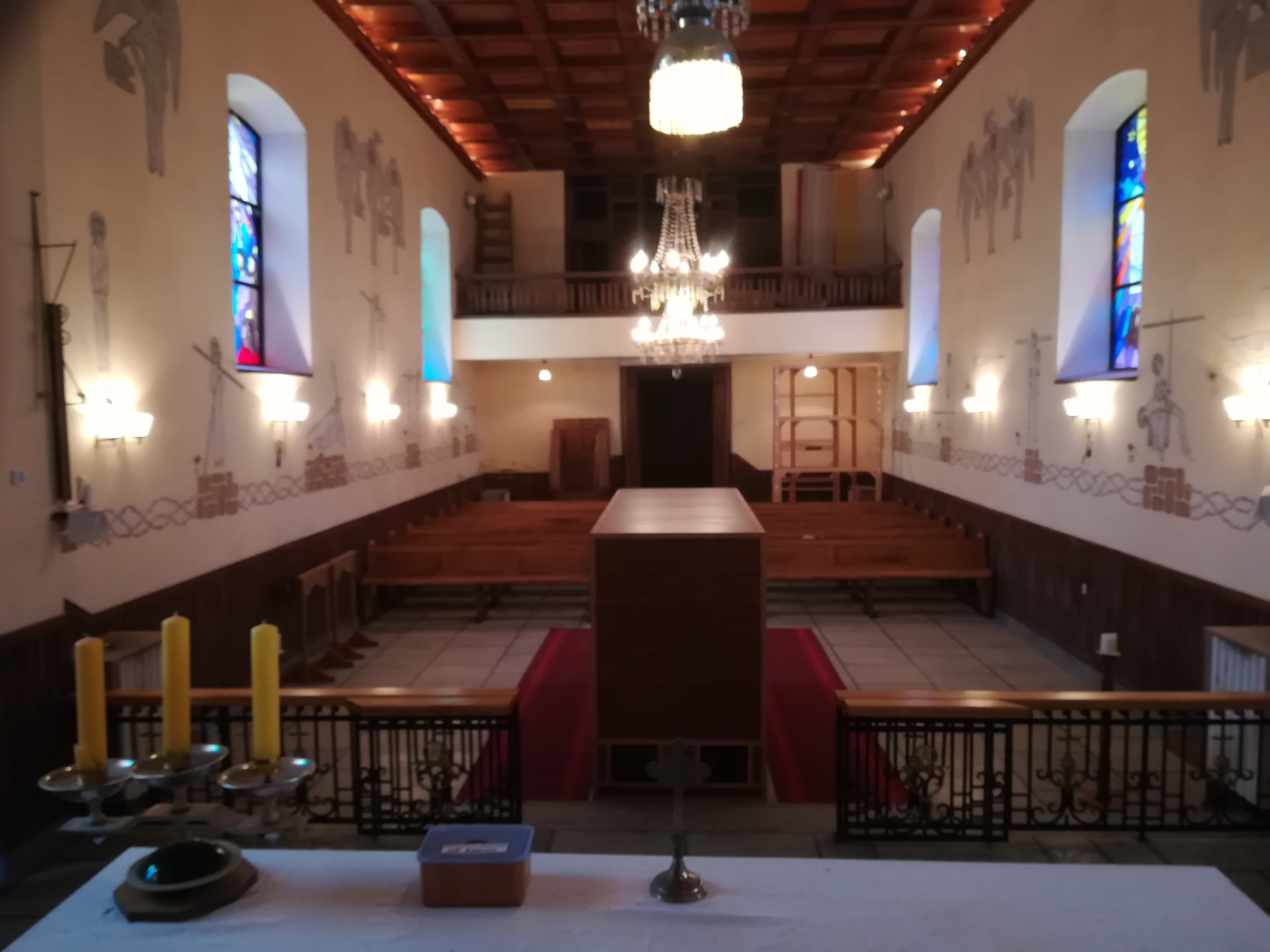
Wnętrze

## Remont
Budynek w ostatnich latach był poddawany pracom renowacyjnym aby przywrócić mu dawny blask. W 2021 roku wymieniono dach kryjąc go blachą tytanowo-cynkową i wykonano instalację odgromową. W 2022 roku wykonano odwodnienie budynku, naprawę fundamentów a także nowe tynki przy posadzce w środku budynku. W roku 2023 odnowiono elewację budynku, wymieniono drzwi wejściowe jak również wykonano malowanie podbitki i wież. W roku 2024 wykonano wymianę instalacji elektrycznej i malowanie wnętrza świątyni.

## Cerkiew po remontach w latach 2021-2024

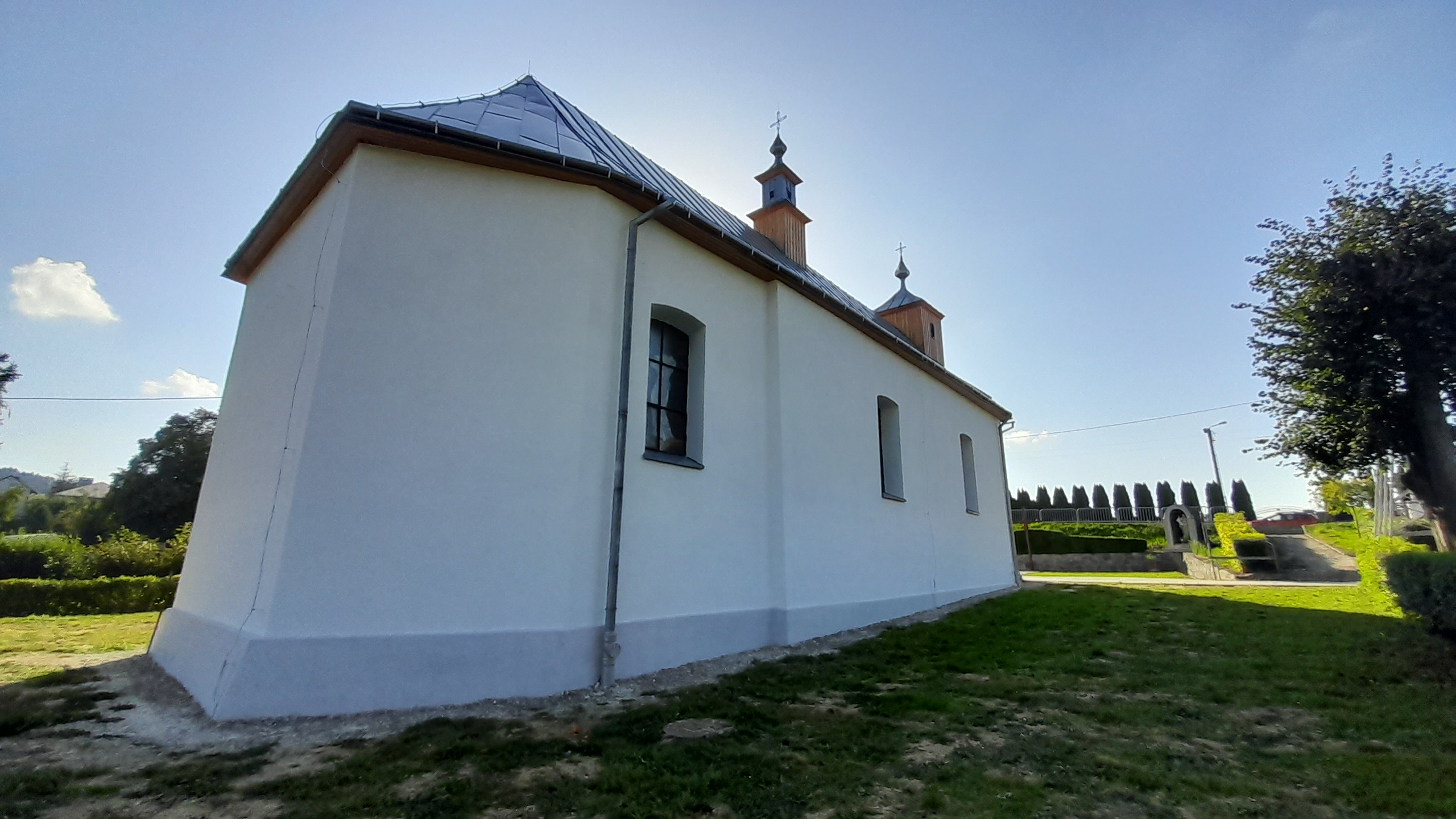
Widok od północnego wschodu
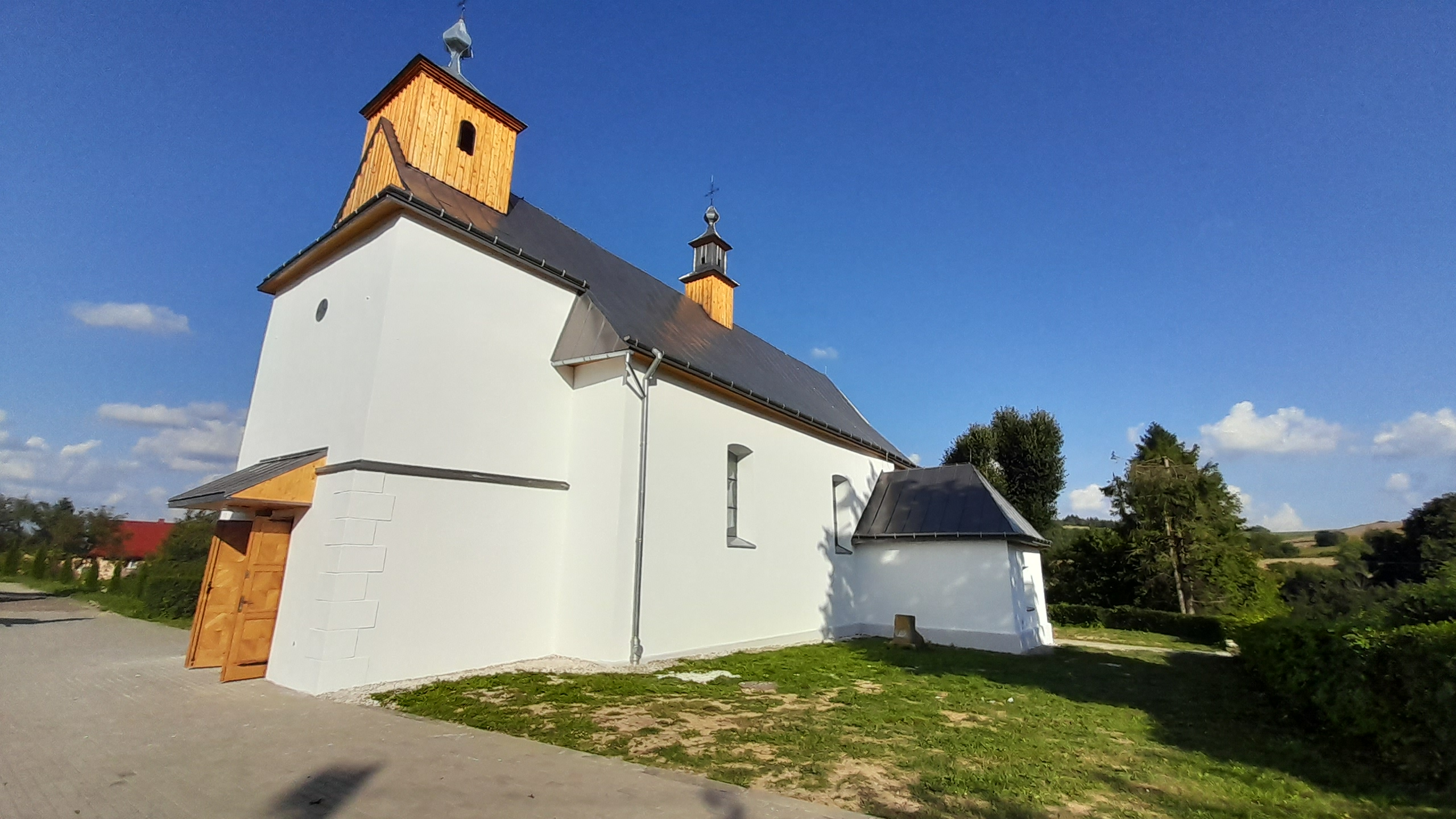
Widok od południowego zachodu
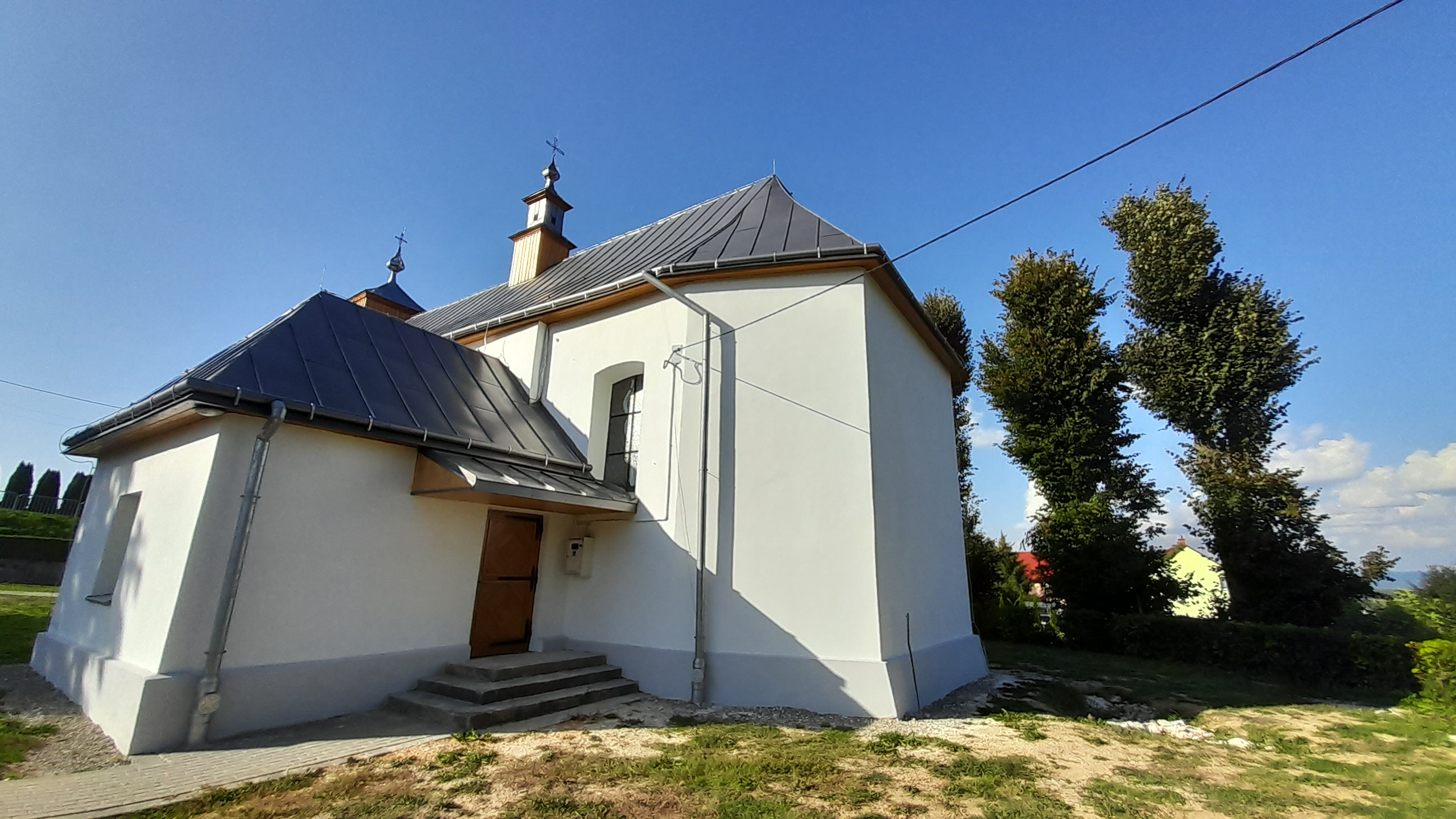
Widok od prezbiterium
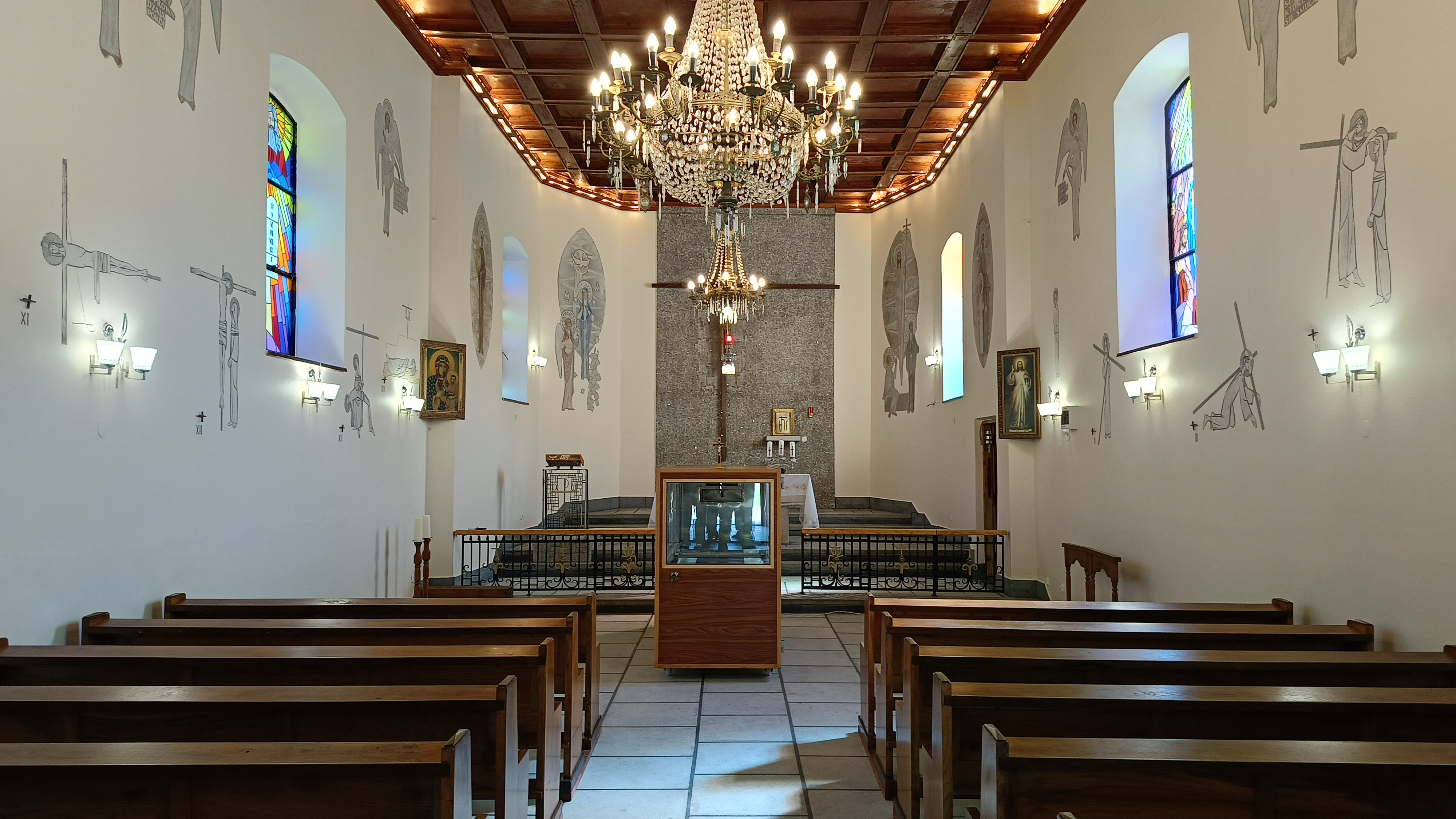
Wnętrze - widok spod chóru
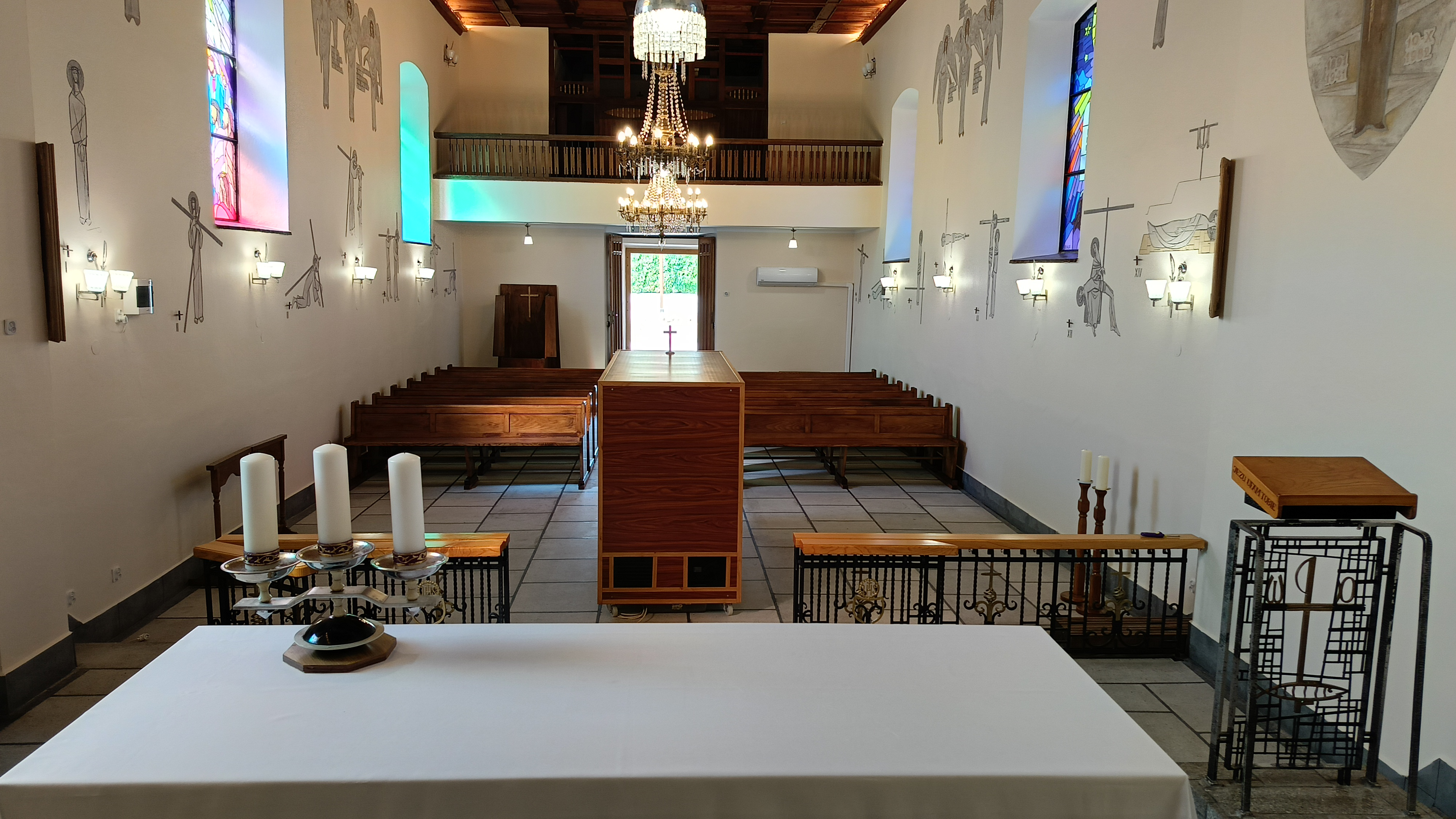
Wnętrze - widok z za ołtarza
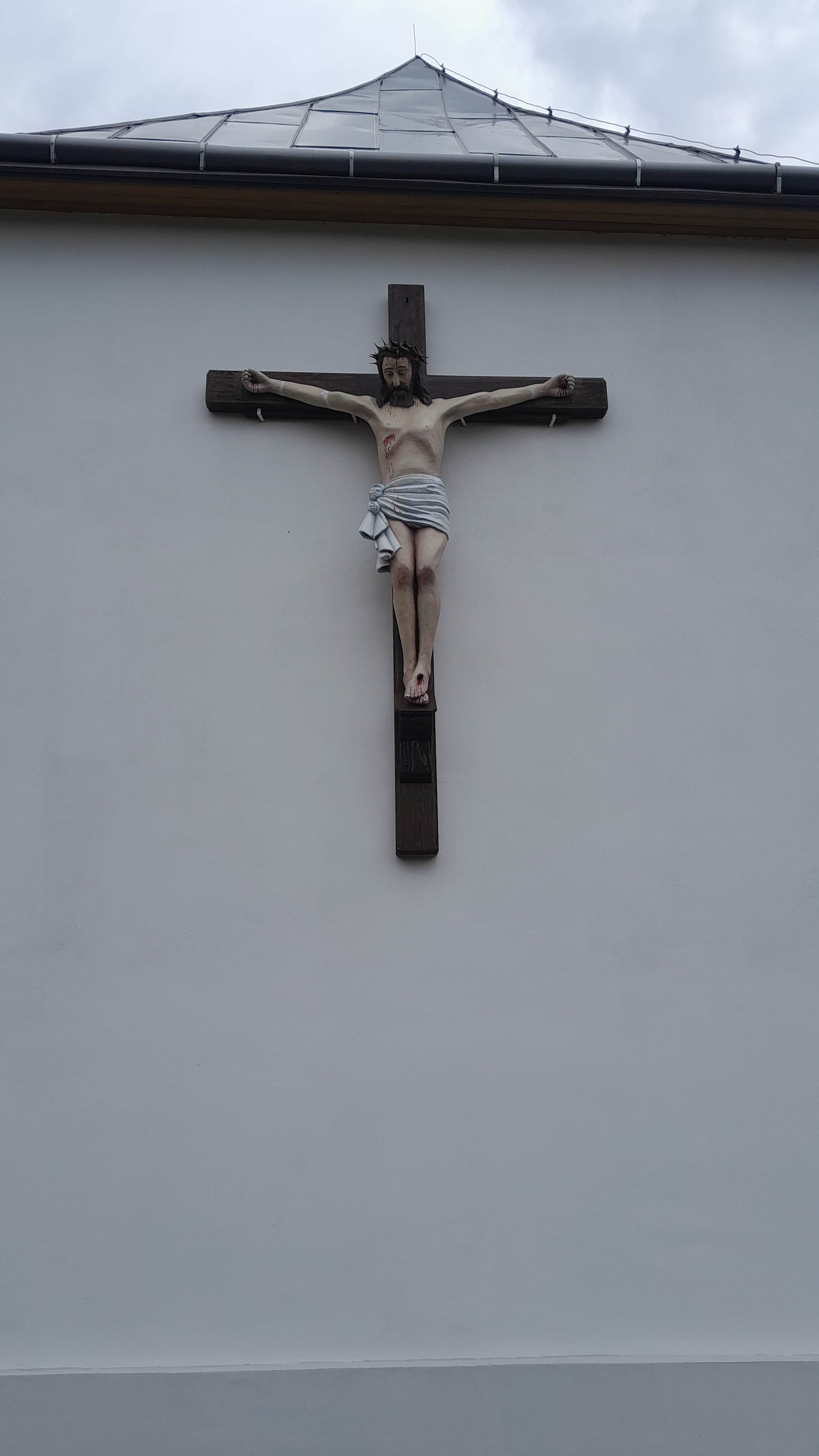
Krzyż na tylnej ścianie

## Krypta grobowa
W roku 2022 podczas prac ziemnych przy odwodnieniu świątyni od strony południowej przy zakrystii natrfiono na podziemną kamienną kryptę grobową ze sklepieniem ceglanym. Archeolog z Muzeum Budownictwa Ludowego w Sanoku, który nazdorował tę część prac powiedział, że krypta pochodzi najprawdopodobniej z końca XVIII w. natomiast mosiężne nity widoczne w resztkach dębowych desek trumny w rejonie szkieletu świadczą o tym, że osoba tu pochowana była zamożna i ważna dla lokalnej społeczności jednak nie udało się ustalić kto w niej spoczywa. Wiadomo tylko, że była to osoba o wzroście ok. 1,80 m co nie było częste w tamtym okresie.

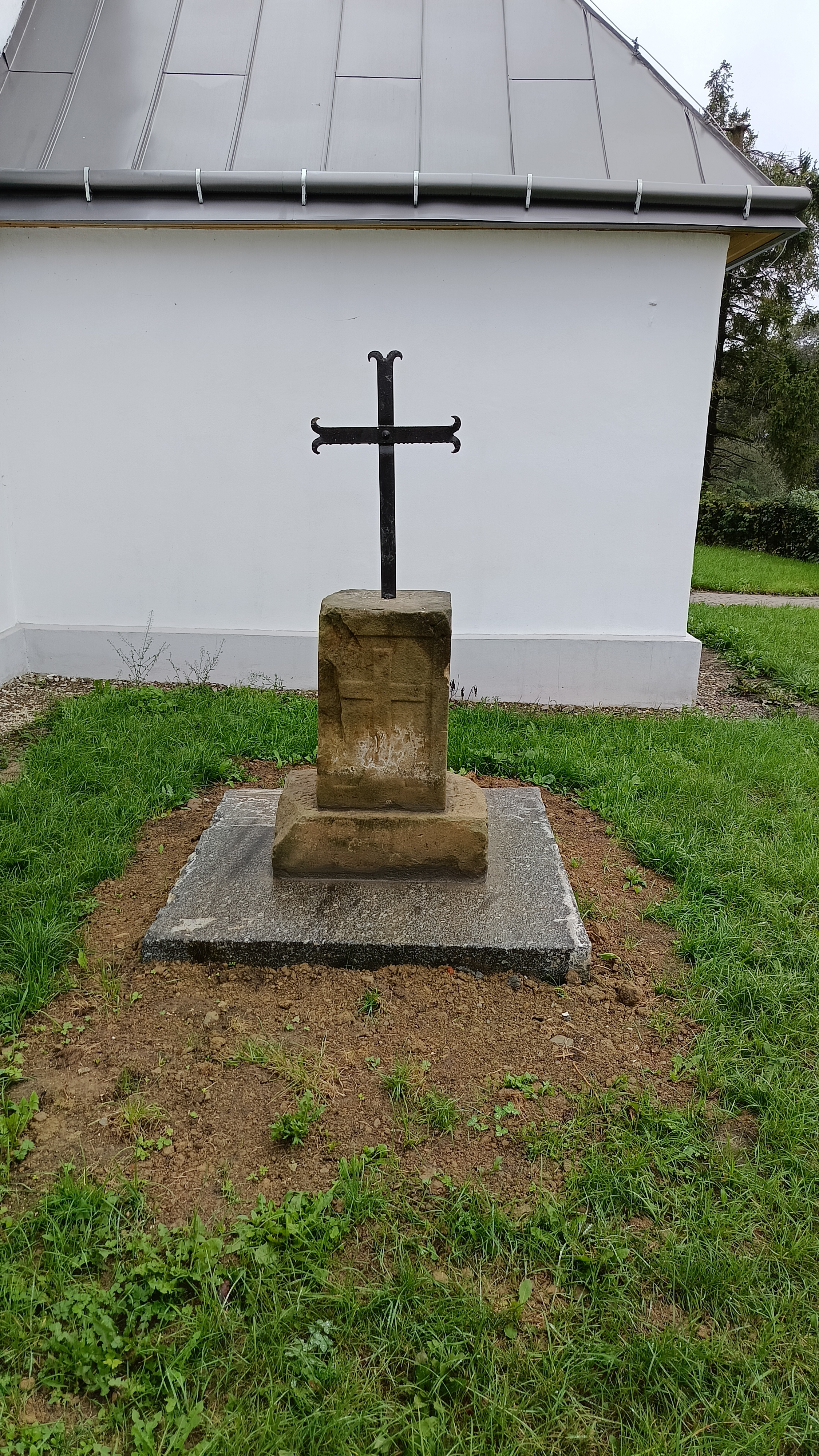
Część nadziemna krypty
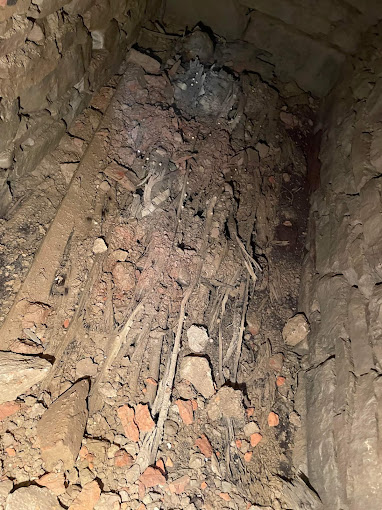
Wnętrze krypty grobowej